# 刘希娅
刘希娅（1973年—），重庆市人，汉族，中华人民共和国政治人物、第十二届全国人民代表大会重庆地区代表。

## 生平
毕业于重庆师范大学汉语言文学专业，现任重庆市九龙坡区谢家湾小学校长、副书记。加入中国共产党。2013年，担任全国人大代表。2018年2月24日，当选为第十三届全国人大代表。